# Megachile tenuitarsis
Megachile tenuitarsis is een vliesvleugelig insect uit de familie Megachilidae. De wetenschappelijke naam van de soort is voor het eerst geldig gepubliceerd in 1920 door Schrottky.